# Jón Magnússon (skoczek o tyczce)
Jón Magnússon (ur. w 1905, zm. ?) – islandzki lekkoatleta, skoczek o tyczce.
Zwyciężył (z wynikiem 2,64) w mistrzostwach kraju w 1928, zostając tym samym pierwszym złotym medalistą mistrzostw Islandii w historii tej konkurencji.